# Província de Santa Fe
Santa Fe (en el text de la Constitució provincial: Província de Santa Fe) és una de les vint-i-tres províncies que integren la República Argentina. Alhora, és un dels vint-i-quatre estats autogovernats o jurisdiccions de primer ordre que conformen el país, i un dels vint-i-quatre districtes electorals legislatius nacionals. La seva capital és la ciutat de Santa Fe.
La província està situada al centre-est del país. Limita al nord amb Chaco, a l'est amb Corrientes i Entre Ríos, al sud amb Buenos Aires i a l'oest amb Santiago del Estero i Córdoba.

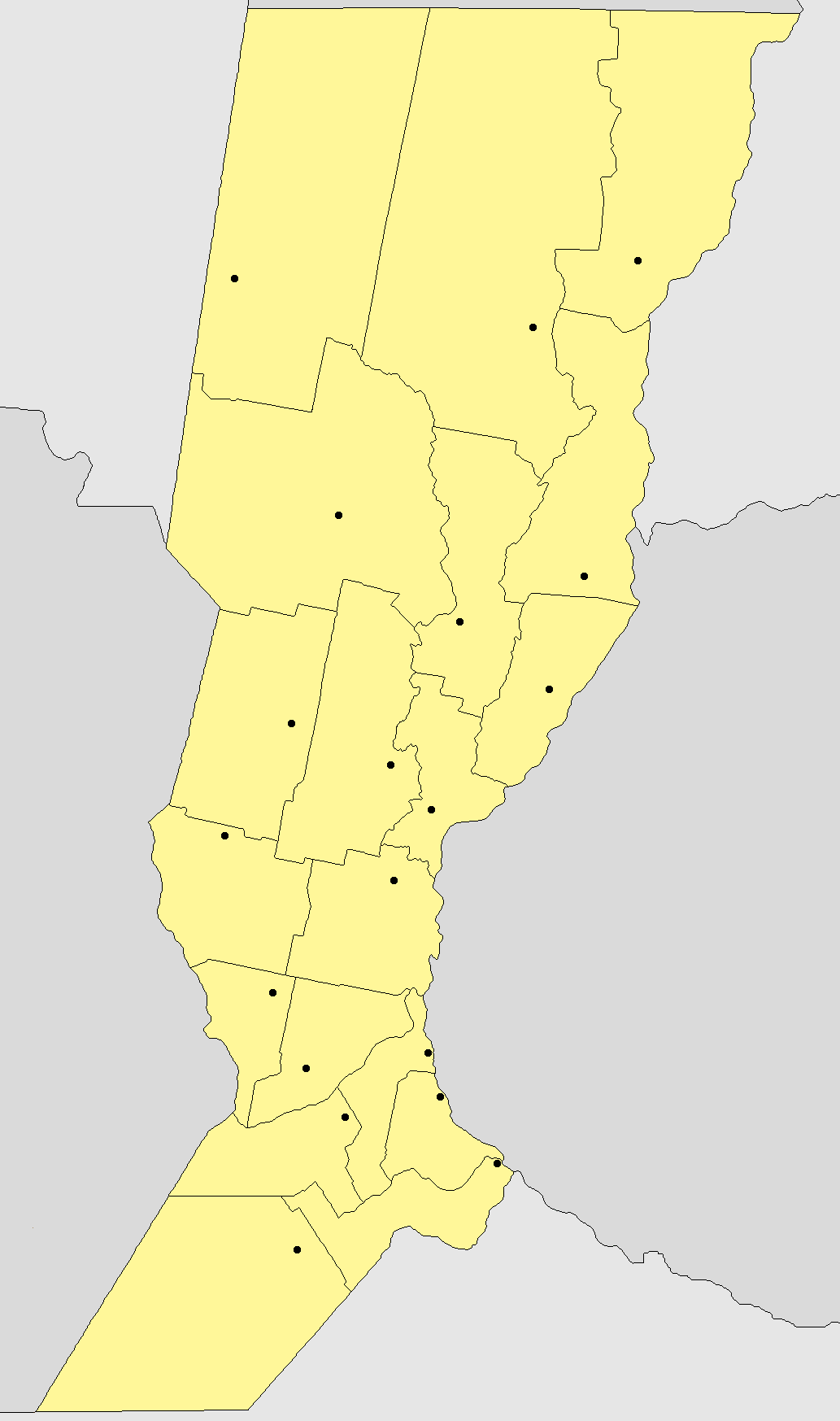
Divisió administrativa de Santa Fe.

La província de Santa Fe es divideix en departaments, i aquests en districtes, tot i que en algun cas els districtes s'estenen per més d'un departament. Cada municipi o comuna forma part d'un únic districte.

## Divisió administrativa
| Departament      | Habitants el 2001 | Superfície | Capital            |
| ---------------- | ----------------- | ---------- | ------------------ |
| Belgrano         | 41.449            | 2.386 km²  | Las Rosas          |
| Caseros          | 79.096            | 3.449 km²  | Casilda            |
| Castellanos      | 162.165           | 6.600 km²  | Rafaela            |
| Constitución     | 83.045            | 3.225 km²  | Villa Constitución |
| Garay            | 19.913            | 3.964 km²  | Helvecia           |
| General López    | 182.113           | 11.558 km² | Melincué           |
| General Obligado | 166.436           | 10.928 km² | Reconquista        |
| Iriondo          | 65.486            | 3.184 km²  | Cañada de Gómez    |
| La Capital       | 489.505           | 3.055 km²  | Santa Fe           |
| Las Colonias     | 95.202            | 6.439 km²  | Esperanza          |
| 9 de Julio       | 28.273            | 16.870 km² | Tostado            |
| Rosario          | 1.121.441         | 1.890 km²  | Rosario            |
| San Cristóbal    | 64.935            | 14.850 km² | San Cristóbal      |
| San Javier       | 29.912            | 6.929 km²  | San Javier         |
| San Jerónimo     | 77.253            | 4.282 km²  | Coronda            |
| San Justo        | 40.379            | 5.575 km²  | San Justo          |
| San Lorenzo      | 142.097           | 1.867 km²  | San Lorenzo        |
| San Martín       | 60.698            | 4.860 km²  | Sastre             |
| Vera             | 51.303            | 21.096 km² | Vera               |

## Galeria

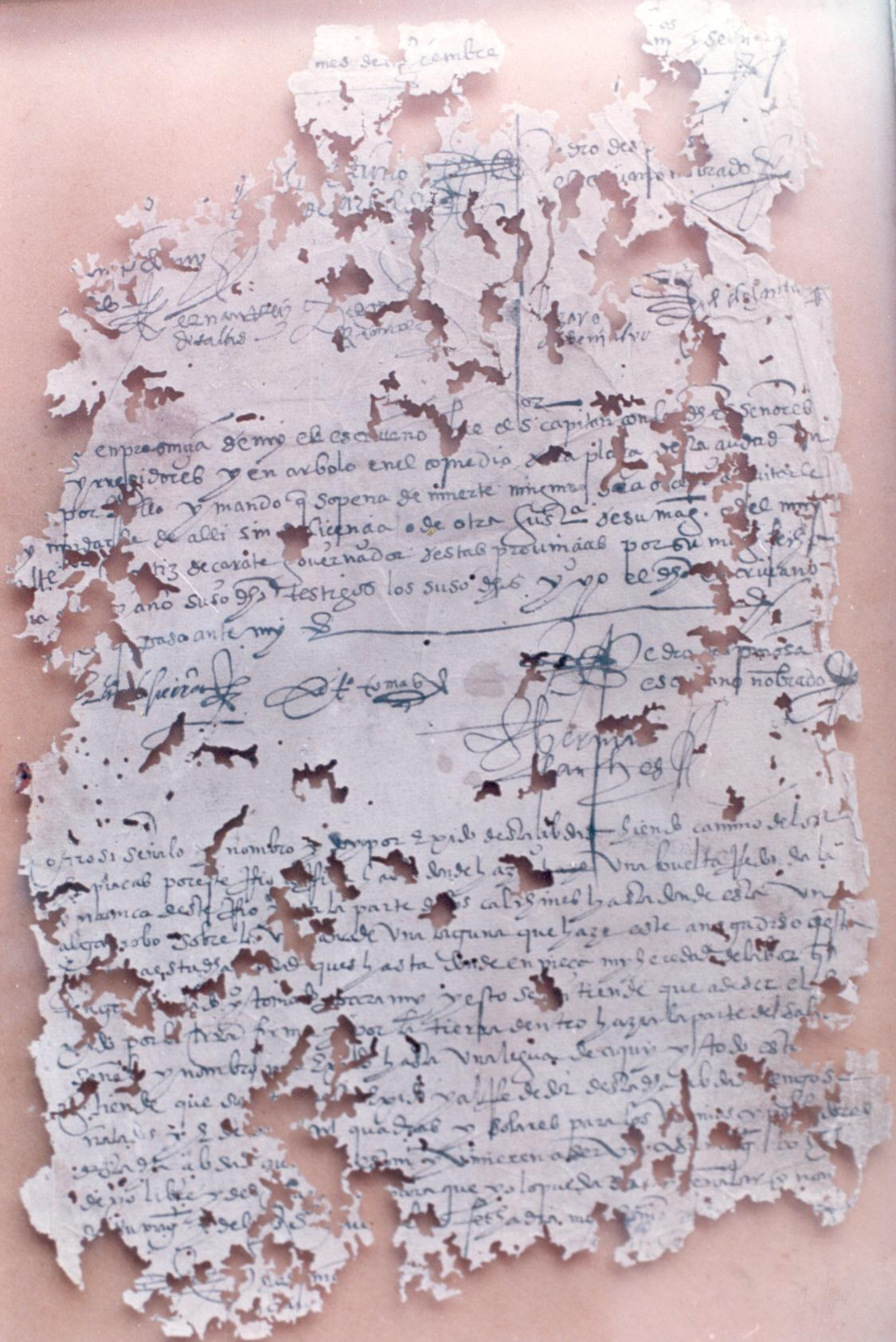
Acta de Fundació de Santa Fe.
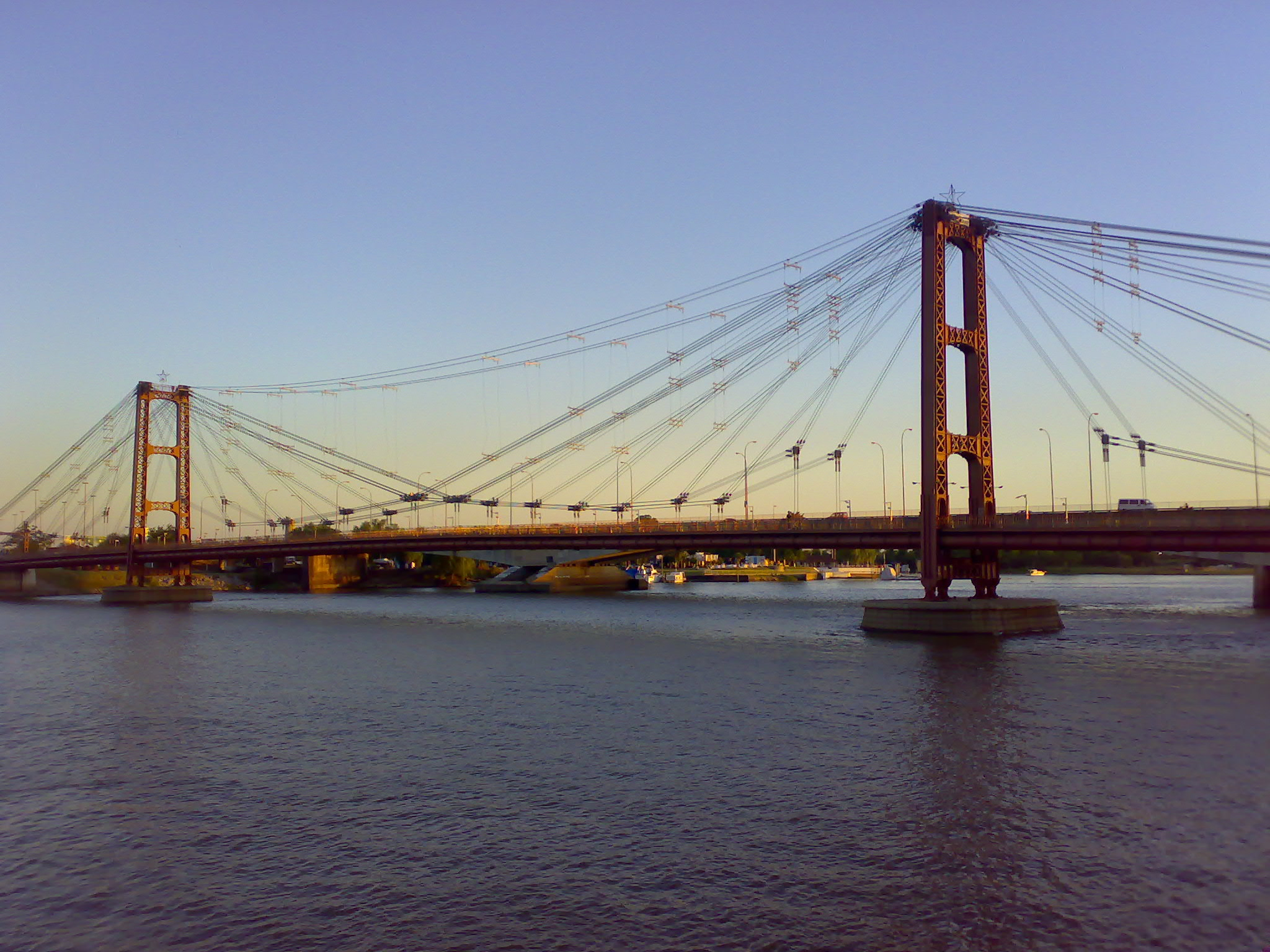
Pont de la ciutat de Santa Fe.
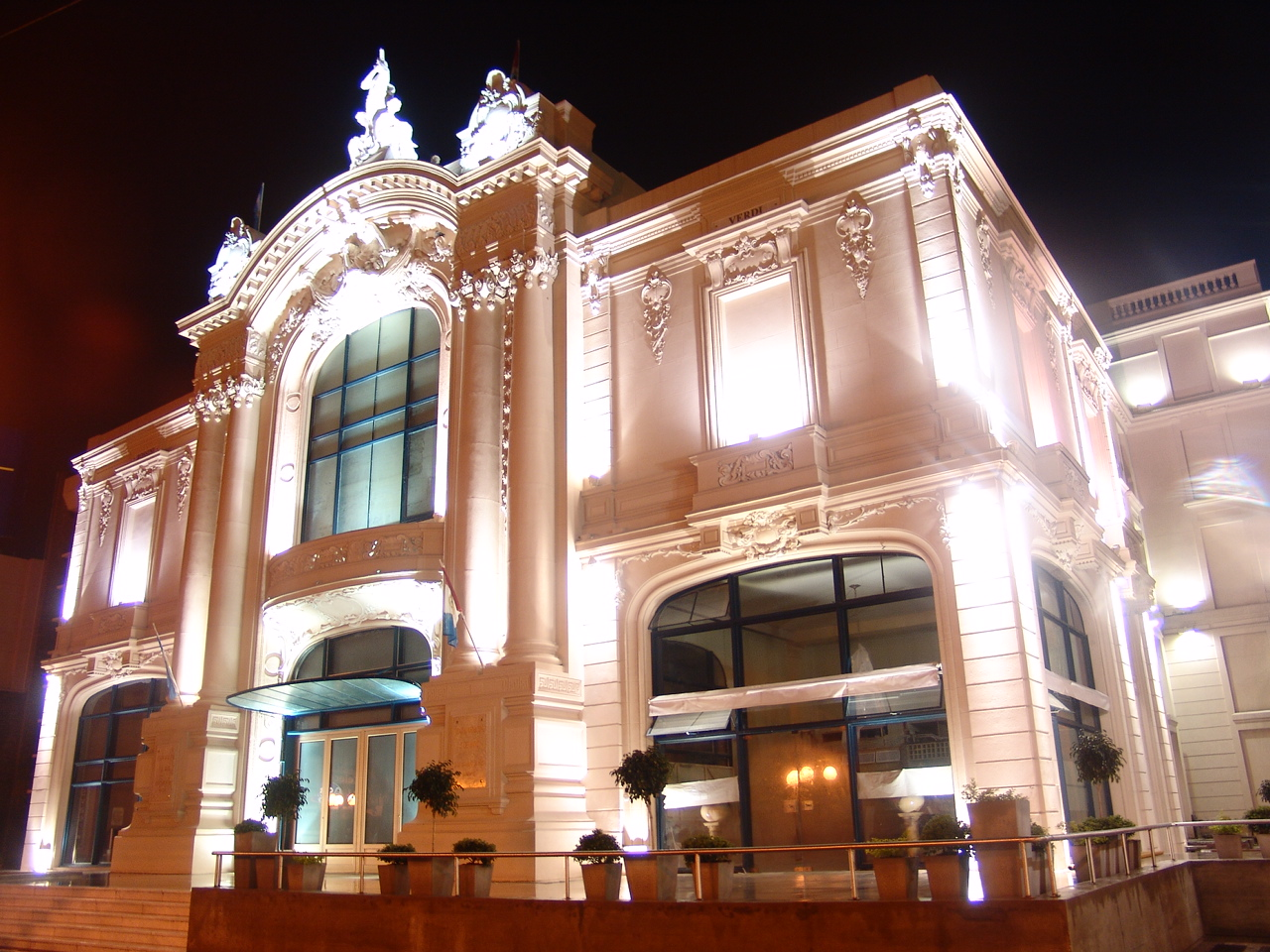
Teatre Municipal de Santa Fe.
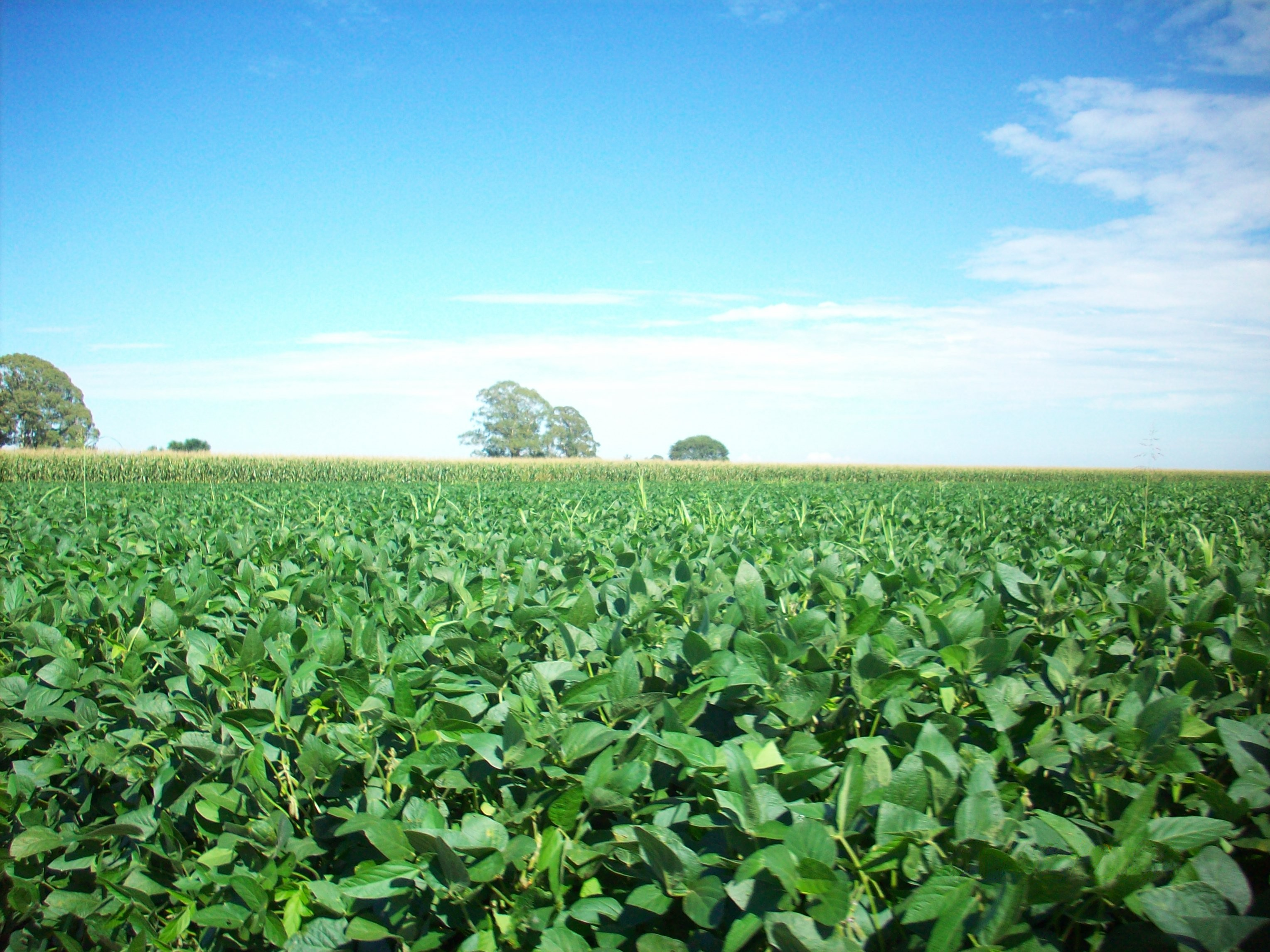
Camps de soia propers a Runciman.